# Bišćani
Bišćani su naseljeno mjesto u sastavu općine Prijedor, Republika Srpska, BiH.

## Geografski položaj
Naselje je smješteno na lijevoj obali rijeke Sane te Ljubijskog potoka i Čemernice te na brežuljcima Mataruskog brda. Nadmorska visina doseže od 135 m (Sredice) do 150 m (Hegići).

## Povijest
Za vrijeme rata u BiH na ovom području VRS 20. lipnja 1992. izvršava etničko čišćenje i masakar nad većinskim Bošnjačkom stanovništvom.
Kompletno naselje biva sravnjeno sa zemljom a oko 330 žitelja gubi svoje živote. Povratak na ovo područje započinje 1999. godine i dosada je obnovljeno oko 70% građevinskih objekata.

## Stanovništvo
| Bišćani            |                |                |                |
| godina popisa      | 1991.          | 1981.          | 1971.          |
| Muslimani          | 1.421 (98,68%) | 1.158 (83,67%) | 1.314 (99,62%) |
| Srbi               | 7 (0,48%)      | 2 (0,14%)      | 1 (0,07%)      |
| Hrvati             | 0              | 1 (0,07%)      | 1 (0,07%)      |
| Jugoslaveni        | 7 (0,48%)      | 217 (15,67%)   | 0              |
| ostali i nepoznato | 5 (0,34%)      | 6 (0,43%)      | 3 (0,22%)      |
| ukupno             | 1.440          | 1.384          | 1.319          |

## Prirodni resursi
Na području Bišćana nalaze se nalazišta bijele gline (neki dijelovi nose i ime po tome kao što su Bijela zemlja ili Keramika). Nalazišta pitke vode nalaze se u Mataruskom polju kao i nalazišta šljunka, pijeska i drugih građevinskih materijala.
Na području Bišćana postoje veoma povoljni uvjeti za razvoj poljoprivredne proizvodnje. Prema analizama iz ove oblasti moguć je razvoj za voćarsko-povrtlarsku i ratarsko-stočarsku proizvodnju, proizvodnju meda, proizvodnju cvijeća te rasadničku proizvodnju u oblasti voćarstva i povrtlarstva kao i skupljanje šumskih plodova i ljekovitog bilja.

## Šport
Održava se Tradicionalni turnir u malom fudbalu FK Sloboda Bišćani.

## Vanjske poveznice
- Satelitska snimka  Arhivirana inačica izvorne stranice od 14. veljače 2021. (Wayback Machine)